# Made in the A.M.
Made In The A.M. er det femte album af det irsk-britiske boyband One Direction", og blev udgivet den 13 november 2015 af Columbia Records og Syco Music. Made In The A.M. er det første album af One Direction uden bandmedlemmet Zayn Malik, der forlod bandet den 25. marts 2015. De tunerede ikke med Made In The A.M., og det var deres sidste album de udgav, inden deres hiatus i 2016. Albummet indeholder singlerne, "Drag me down" (udgivet 31. juli 2015), "Perfect" (udgivet 16. oktober 2015) og "History" (udgivet 16. december 2015). Alle singler har i en række lande, nået top-10 listen.
Made In The A.M. var det anden-hurtigst sælgende album i 2015, og det sjette bedst sælgende album i 2015, med 2.4 millioner kopier solgt i hele verden.